# Эмиль
Эми́ль, Эми́лий (устар. Еми́лий, Еми́лиан) — мужское имя древнеримского происхождения.
Женская форма — Эми́лия (устар. Еми́лия).
Родственные имена: Эмилиа́на, Емелья́н.

## Происхождение
Имя Эмиль происходит от древнеримского родового имени Эмилий (лат. Aemilius), которое, в свою очередь, происходит от латинского слова лат. aemulus — участник соревнования, соперник, ревностный, усердный. На Северном Кавказе это латинское имя также используется в вариантах Емилиан, Эмилий, Эмилия, Эмиль.

## Именины
- Православные (даты даны по григорианскому календарю)[4]: 21 января, 31 января, 20 марта, 29 марта, 31 июля, 21 августа, 31 августа, 5 ноября, 3 декабря, 24 декабря, 26 декабря
- Католические: 22 мая[5], 28 мая[6], 6 декабря[7]

## Святые
- Емилиан, мученик, память 11 декабря
- Емилиан, преподобный, память 18 января
- Емилиан, память 16 марта

- Емилиан Доростольский (ум. 362) — мученик, память 18 июля
- Емилиан Италийский, преподобный, память 7 марта
- Емилиан Кизический, исповедник, епископ, память 8 августа, 8 января
- Емилиан Требийский, священномученик, епископ, память 18 августа

## Иерархи
- Емилиан (Вафидис) (1934—2019) — священнослужитель Константинопольской православной церкви, схиархимандрит, православный богослов, духовник.
- Емилиан (Кутузис) (род. 1971) — епископ Константинопольской православной церкви.
- Емилиан (Лазаридис) (1877—1911) — православный греческий священник начала XX века и митрополит города Гревена.
- Емилиан (Маринович) (1902—1982) — епископ Сербской православной церкви, епископ Славонский.

## Другие
- Марк Эмилий Эмилиан (около 207—253) — Римский император.